# Bahnhof Antwerpen-Dam
Der Bahnhof Antwerpen-Dam ist ein stillgelegter Bahnhof der NMBS/SNCB in Antwerpen. Er befindet sich an der Bahnlinie Antwerpen–Niederlande. An den vier Bahnsteiggleisen hielten ausschließlich Regionalzüge. Die Züge verbanden Antwerpen-Dam mit Roosendaal und dem Antwerpener Hauptbahnhof.
Der Bahnhof wurde 1854 unter dem Namen „Stuyvenberg“ eröffnet, bis 1905, als der Bahnhof seinen heutigen Namen erhielt.
1907 wurde durch den Bau der „östlichen Ringlinie“ (oostelijk ringspoor) der Bahnhof um 36 Meter verschoben, da ein Abriss und ein Neubau deutlich teurer gekommen wären.
2000 wurde der Güterbahnhof geschlossen und an den nahe dem Hafen liegenden Bahnhof Antwerpen-Noord verlegt.
Das neogotische Bahnhofsgebäude erhielt der Bahnhof erst 1892, es steht unter Denkmalschutz.
Der Bahnhof befindet sich neben der Rampe, welche in den neuen Tunnel führt, der die Züge unterhalb des Zentrums zum Hauptbahnhof durchführt.
Seit dem 11. Dezember 2011 ist der Bahnhof stillgelegt, nachdem die vorher hier verkehrende L-Zugverbindung Antwerpen–Essen–Roosendaal in den neuen Tunnel verlegt wurde. Eine Wiedereröffnung ist unwahrscheinlich.